# Салангана маркізька
Саланга́на маркізька (Aerodramus ocistus) — вид серпокрильцеподібних птахів родини серпокрильцевих (Apodidae). Ендемік Французької Полінезії. Раніше вважався конспецифічним з таїтянською саланганою.

## Підвиди
Виділяють чотири підвиди:
- A. o. ocistus (Oberholser, 1906) — північні Маркізькі острови (острови Еіао[en], Нуку-Хіва, Уа-Хука[en]);
- A. o. gilliardi (Somadikarta, 1994) — південні Маркізькі острови (острови Уа-Поу[en], Хіва-Оа, Тахуата[en] і Мохо-Тані[en]).

## Поширення і екологія
Маркізькі салангани мешкають на Маркізьких островах у Французькій Полінезії. Віддають перевагу вологим, кам'янистим і порослим лісом гірським долинам на великій висоті над рівнем моря. Живляться комахами, яких ловлять в польоті. Гніздяться в печерах, іноді також в тріщинах серед скель.